# Helen Wallis
Pour les articles homonymes, voir Wallis.
Helen Wallis, née le 17 août 1924 à Dunkery, Park Road, Barnet, et morte le 7 février 1995 à Londres, est une historienne et cartographe britannique. Elle dirige la salle des cartes de la British Library de 1967 à 1986.

## Biographie
Helen Margaret Wallis naît à Dunkery, Park Road, Barnet, fille de Leonard Francis Wallis (1880-1965), directeur d'école et de Mary McCulloch Jones (1884-1957), professeure. Elle fréquente St Paul's Girls' School de 1934 à 1943. Elle enseigne plusieurs années, puis s’inscrit en 1945 à St Hugh's College d'Oxford, où elle fait des études de géographie. Elle obtient un prix de la Royal Geographical Society pour un essai, en 1948. 
En 1951, elle est nommée conservateur assistante de la salle des cartes du British Museum, alors dirigée par Raleigh Ashlin Skelton (en). Elle obtient son doctorat d'Oxford en 1954, en soutenant une thèse intitulée The exploration of the South Sea, 1519 to 1644. En 1967, elle succède à R.A. Skelton comme conservatrice en chef de ce département, devenant la première femme à occuper ce poste. En 1968, elle est chargée de l’acquisition de la collection de cartes de la Royal United Services Institute.  Elle découvre à Petworth House la plus ancienne version du premier globe anglais, réalisée par Emery Molyneux, et qui remonterait à 1592. 
Elle préside la commission permanente d'histoire de la cartographie de l'International Cartographic Association. En 1986, elle est élue présidente de la Société internationale des collectionneurs de cartes et fonde la section géographie et cartes de la Fédération internationale des associations et institutions de bibliothèques. Elle est présidente de la Society for Nautical Research de 1972 à 1988 et de la British Cartographic Society. Elle est nommée officier de l'ordre de l'Empire britannique en 1986. Elle est membre du conseil éditorial de la Hakluyt Society, pour le compte de laquelle elle édite Carteret's voyage round the world, 1766–1769.
Ses autres publications sont Cartographical innovations  et Historians' guide to early British maps. 
Durant son activité à la British Library, elle soutient l'organisation d'expositions, dont un certain nombre, notamment American War of Independence (1975), The voyage of Francis Drake (1977), et Raleigh and Roanoke (1988) sont ensuite exposées aux États-Unis
Elle prend sa retraite de la British Library en 1986. Elle meurt d'un cancer le 7 février 1995 à l'hôpital St John et Ste Elizabeth (en) à St John's Wood, Londres.

## Honneurs et distinctions
- 1986 : officier de l'ordre de l'Empire britannique
- 1985 : docteur honoris causa, Davidson College, Caroline du Nord
- Fellow de l'université de Portsmouth
- Médaille de la British Cartographic Society [5]
- Médaille Caird du Musée Maritime National
- 1995 (à titre posthume) : médaille Victoria de la Royal Geographical Society[6]
- Membre d'honneur de l'Association cartographique internationale [7]
- Fellow de la Library Association